# Rise of the Robots
Rise of the Robots – gra komputerowa z gatunku bijatyk, stworzona w 1994 roku przez Mirage. Akcja gry toczy się w przyszłości. Głównym bohaterem jest robot wysłany w celu walki z innymi maszynami opanowanymi przez sztuczną inteligencję.